# 수전 클라크
수전 클라크(Susan Clark, 1943년 3월 8일 ~ )는 캐나다의 배우이다.

## 출연 작품
- 버터박스 베이비스 (1995)
- 스노우바운드 (1994)
- 노바디 퍼펙트 (1981)
- 포키스 (1981)
- 리얼 라이프 (1979)
- 살인 지령 (1979)
- 시티 온 파이어 (1979)
- 목사님 만세 (1979)
- 창공의 여왕 (1976)
- 나이트 무브 (1975)
- 애플 덤플링 갱 (1975)
- 에어포트 75 (1974)
- 바르데즈 (1971)
- 콜로서스 (1970)
- 닥터 웰비 (1969)
- 내일을 향해 달려라 (1969)
- 일망타진 (1968)
- 형사 마디간 (1968)
- 배닝 (1967)